# Juncus anthelatus
Juncus anthelatus är en tågväxtart som först beskrevs av Karl McKay Wiegand, och fick sitt nu gällande namn av R.E.Brooks och Whittem. Juncus anthelatus ingår i släktet tåg, och familjen tågväxter. Inga underarter finns listade i Catalogue of Life.